# Amar pelos dois
Amar pelos dois – singel portugalskiego piosenkarza Salvadora Sobrala, wydany 10 marca 2017 roku nakładem Sons em Trânsito.

## Tekst i kompozycja
Utwór „Amar pelos dois” został napisany i wyprodukowany przez Luísę Sobral, siostrę Salvadora Sobrala. To pieśń jazzowa o długości trzech minut i pięciu sekund, która wybrzmiewa w tempie 92 uderzeń na minutę. Instrumentacja kompozycji składa się ze skrzypiec i pianina, bez wokali wspierających. Wokalista w jednym z wywiadów stwierdził, że „Amar pelos dois” jest smutną piosenką o miłości, czerpiącą swoje inspiracje muzyczne ze starych amerykańskich standardów jazzowych oraz nawiązującą do melodii bossa nova. Tekst utworu opowiada o utraconej miłości i ciągłych poszukiwaniach w celu jej odnalezienia.

## Konkurs Piosenki Eurowizji
6 grudnia 2016 roku Luísa Sobral została ogłoszona jedną z uczestniczących podczas portugalskich eliminacjach eurowizyjnych Festival da Canção 2017 autorek tekstów. 18 stycznia 2017 roku jej brat Salvador został zapowiedzany jako uczestnik preselekcji, zgłoszony wraz z utworem „Amar pelos dois” napisanym i skomponowanym przez jego siostrę. 19 lutego 2017 roku zaśpiewał go w pierwszym półfinale i z drugiego miejsca awansował do finału, który odbył się 5 marca. Zajął w nim pierwsze miejsce po zdobyciu największego poparcia jurorów i telewidzów, dzięki czemu został oficjalnym reprezentantem Portugalii w 62. Konkursie Piosenki Eurowizji organizowanym w Kijowie. 9 maja 2017 roku wystąpił jako dziewiąty w kolejności startowej w pierwszym półfinale Konkursu Piosenki Eurowizji i awansował do finału, który odbył się 13 maja. W dniu finału wokalista zaprezentował utwór jako jedenasty w kolejności i wygrał konkurs z łączną notą 758 punktów.

## Nagrody
Kompozycja „Amar pelos dois” zdobyła dwie Nagrody im. Marcela Bezençona: Nagrodę Artystyczną dla Salvadora Sobrala oraz Nagrodę Kompozytorską dla Luísy Sobral.

## Inne wersje językowe
W maju 2017 roku nieoficjalną, anglojęzyczną wersję piosenki zaprezentował norwesko-białoruski piosenkarz Alexander Rybak, zwycięzca 54. Konkursu Piosenki Eurowizji w 2009 roku. W czerwcu ukazała się nieoficjalna, polskojęzyczna wersja językowa piosenki zatytułowana „Kochać za dwoje”, którą nagrał Krzysztof Bobel.

## Lista utworów
- CD single[16]

1. „Amar pelos dois”
2. „Amar pelos dois” (Instrumental)

- Digital download[3]

1. „Amar pelos dois” – 3:05

## Notowania na listach sprzedaży
| Kraj            | Zestawienie (2017)                         | Najwyższe miejsce |
| --------------- | ------------------------------------------ | ----------------- |
| Portugalia      | Portugal Digital Song Sales (Billboard)    | 1                 |
| Hiszpania       | Productores de Música de España            | 1                 |
| Belgia          | Ultratop 50 Singles (Flandria)             | 30                |
| Luksemburg      | Luxembourg Digital Songs Sales (Billboard) | 3                 |
| Wielka Brytania | Official Singles Chart Top 100             | 97                |